# فورمیکا فوسکا
فورمیکا فوسکا (نام علمی: Formica fusca)، مورچه‌ای سیاه رنگ است که معمولاً در سراسر اروپا و همچنین بخش‌هایی از جنوب آسیا و آفریقا یافت می‌شود. نام‌های رایج آن مورچه ابریشمی یا مورچه تاریک است.